# Marchand
Marchand je priimek več oseb:
- Georges-Pierre-Germain Marchand, francoski general
- Pierre-Alexandre Marchand, francoski general
- René-Léon Marchand, francoski general